# Poemenia burmanica
Poemenia burmanica är en stekelart som beskrevs av Gupta 1980. Poemenia burmanica ingår i släktet Poemenia och familjen brokparasitsteklar. Inga underarter finns listade i Catalogue of Life.